# Pandami
Pandami is een gemeente in de Filipijnse provincie Sulu. Bij de laatste census in 2007 had de gemeente bijna 24 duizend inwoners.

## Geografie

### Bestuurlijke indeling
Pandami is onderverdeeld in de volgende 16 barangays:
| - Baligtang - Bud Sibaud - Hambilan - Kabbon - Lahi - Lapak - Laud Sibaud - Malanta | - Mamanok - North Manubul - Parian Dakula - Sibaud Proper - Siganggang - South Manubul - Suba-suba - Tenga Manubul |

## Demografie
Pandami had bij de census van 2007 een inwoneraantal van 23.527 mensen. Dit zijn 3.563 mensen (17,8%) meer dan bij de vorige census van 2000. De gemiddelde jaarlijkse groei komt daarmee uit op 2,29%, hetgeen hoger is dan het landelijk jaarlijks gemiddelde over deze periode (2,04%). Vergeleken met de census van 1995 is het aantal mensen met 5.346 (29,4%) toegenomen.

De bevolkingsdichtheid van Pandami was ten tijde van de laatste census, met 23.527 inwoners op 170,89 km², 137,7 mensen per km².